# 望月氏
望月氏（もちづきうじ）は、信濃国佐久郡望月地方を本貫地とした武家の氏族。

## 出自
滋野氏の流れを汲み、滋野為道（為通）の子・滋野則重（則広）、あるいは則広の孫・滋野広重に始まるとさる。滋野氏を出自とする武士団（滋野党)の中でも、海野氏、根津氏と並び、滋野三家と呼ばれる。

### 「望月」の姓の起こり
平安時代初期、貞観7年（865年）に、それまで8月29日に行っていた信濃国の貢馬の「駒牽」の儀式を、満月（望月）の日8月15日に改めた。この日に駒牽された貢馬を「望月の駒」と呼び、朝廷への貢馬の数が最も多かったのが、信濃御牧の牧監とも伝えられる滋野氏であり、信濃十六牧の筆頭「望月の駒」を継承した一族にて望月の姓が与えられた。

## 滋野氏分家
海野信濃守幸恒の長男海野小太郎幸明の次男の滋野直家は分家して小県郡祢津（根津）の庄を継承して根津氏（根津小次郎直家）を起こし、三男の滋野重俊は佐久郡望月邑（望月牧）を継承し望月氏（望月三郎重俊）を起している。
特に海野氏、根津氏、望月氏を滋野三家といい、三家は緊密で、出陣の次第によると海野氏が戦うときは海野幡中、左根津、右望月と称し、望月氏が戦うときは、望月幡中、左海野、右根津となり、祢津氏が戦うときは、根津幡中、左海野、右望月と、三家一丸となって外敵に当たったという。
この頃の家紋は海野氏が洲浜や月輪七九曜、結び雁金、六連銭（六文銭）を用い、望月氏は丸に七曜、九曜紋（九曜星）、下り藤を用い、祢津氏は丸に月、九曜、六連銭、丸に違い鷹の羽を用いた。

## 概要

### 鎌倉時代
望月氏の全盛期は、治承4年（1180年）の木曾義仲挙兵に従軍した望月国親・望月重隆父子の時代と考えられ、国親は後に源義仲の従臣として侍大将の一人として仕える。当時の望月氏は佐久郡から隣接する小県郡にも勢力を伸ばしていたとされる。義仲が越後の平家方を迎撃した寿永元年（1182年）9月の横田河原の戦いでは、木曾衆と上州衆（甲斐衆とあるが、甲斐衆は頼朝・北条時政方として黄瀬川に参陣しているため誤記と思われる）と共に佐久衆が中核となったとする記録があり、この佐久衆の中心が古来より日本一の牧とも言われる「望月の牧」で育んだ強力な騎馬軍団を擁する望月氏であったと想定されている。また、義仲の四天王といわれた根井光親も望月氏傍流である。
義仲の没落後は鎌倉幕府の御家人となり、重隆は鶴岡八幡宮弓初めの射手に選ばれるほどの弓の名手として知られた。文治4年（1188年）、奥州藤原征伐に従い、建久5年（1194年）の安田義定・義資父子の謀反を、幕命により追討している。さらに建保元年（1213年）の和田合戦に際しても和田軍と戦い、重隆の孫・望月盛重は鎌倉若宮大路にて和田義氏の子・次郎太郎義光を討ち、信濃国和田を恩賞として賜っている。建治元年（1275年）5月六条八幡新宮の造営費用が全国の御家人に求められると、信濃国に住む望月四郎左衛門跡が6貫文、望月平四郎跡が5貫文を納めた。
幕府滅亡直後の元弘3年（1333年）10月には建武政権の国司清原氏から改めて所領を安堵されている。

### 室町時代
鎌倉幕府滅亡後の中先代の乱では、望月重信が諏訪氏や海野氏・根津氏と共に北条高時の遺児北条時行を擁して挙兵、足利側の信濃守護小笠原貞宗の攻撃を受け本拠地の望月城（現：佐久市望月町）を失うが、間もなく同城を再建し勢力を維持した。続く南北朝の争いでは一族の多くが南朝にくみして戦った。応永7年（1400年）の大塔合戦では、伴野氏、平賀氏ら佐久郡の国衆とともに参戦し、守護方と戦った。

### 戦国時代
戦国期に入ると、隣国甲斐国の武田氏や、越後国の長尾氏（上杉氏）などの度重なる侵攻により衰退し、嫡流の望月昌頼は武田氏に抵抗して敗れるが、天文12年（1543年）9月に庶流の望月源三郎（信雅、後の印月斎）は実弟の望月新六と共に、同じく滋野氏の流れをくむ真田幸綱（幸隆）の仲介による説得を得て武田氏に臣従し、望月氏を継いだ。源三郎は武田晴信（武田信玄）の一字「信」を与えられ信雅と名乗った。また、望月盛昌の娘（昌頼の兄妹）を武田信玄の弟の典厩信繁の嫁とし、信繁の子（望月信頼、次いで望月信永）を信雅の養子とするなどして、名族望月氏は武田一門に組み込まれていった。
信雅引退（出家し印月斎一峰と号す）の後は養子の望月信永が家督を継ぎ、武田氏の「御親類衆」として60騎を率いて本陣旗本として活躍する。しかし信永は天正3年（1575年）5月21日の長篠の戦いにおいて討ち死する。その後しばらくは信永の実兄・武田信豊の管理下に置かれたが、後に印月斎（信雅）が望月氏当主に復帰する状態となる。
天正10年（1582年）の織田・徳川連合軍の武田領侵攻により武田氏は滅亡し、多くの武田家臣は織田氏により処刑された。望月氏の一族では印月斎（信雅）や望月権兵衛らが難を免れ、甲斐国南部の河内領や静岡県富士市から静岡市清水区あたりに身を隠し移り住んだという。現在でも子孫の多くがこの地域に住んでいるとされ、九曜紋の家紋を持つ全国の望月の姓の大半の方がこの地域出身か、祖先がこの地域の出身であるとする伝承がある。
印月斎は実子もなく、武田氏からの養子も既に死去していたため、跡目は望月昌頼が継ぐことになったが、一族の出身かは不明（同名の宗家の昌頼とは年代的に別の人物と思われる）。昌頼は後北条氏に攻められるも望月城に籠城し、攻めあぐねた北条氏と講和し傘下に入るが同年9月、徳川家康配下の依田信蕃（武田旧臣）に攻められ、一か月に及ぶ攻城戦の末に望月城は落城。昌頼は十八歳で自刃し、望月氏嫡流は絶えたと言われている。
一方、難を逃れた望月信雅が天正壬午の乱にて後北条氏に仕えた後、依田信蕃の斡旋で徳川家康に仕えた。その後、家禄800貫を依田氏に託し、弟望月新六らと共に駿河国庵原郡の山中に遁世した。

## 甲賀望月氏（近江国）
望月の由来ともなった「望月の牧」を始めとする御牧は、古く奈良時代から産する馬を朝廷に送っており、これらの産駒は途中の近江国甲賀付近で休養や調教（飼養牧）を行っていた。そこから望月氏と甲賀の地は古より関係があり、平安時代には平将門の乱で武功があったとされる望月三郎兼家（諏訪氏の出自との説もあり。なお、三郎は望月家嫡男に多い幼名であり、三男を意味しない）が朝命により赴任し、近江国甲賀郡主となり十六か村を贈った。これが甲賀望月の祖である。
この家が甲賀の地で独自に武士団へと発展し、戦国時代には後に甲賀忍者と呼ばれる甲賀五十三家の筆頭格に数えられ、伊賀の「服部氏」、甲賀の「望月」と称されるようになる。望月出雲守が望月城（現：甲賀市甲南町）を築城するなどの記録が残されており、望月出雲守屋敷跡は現在甲賀流忍術屋敷となっている。

## 家紋

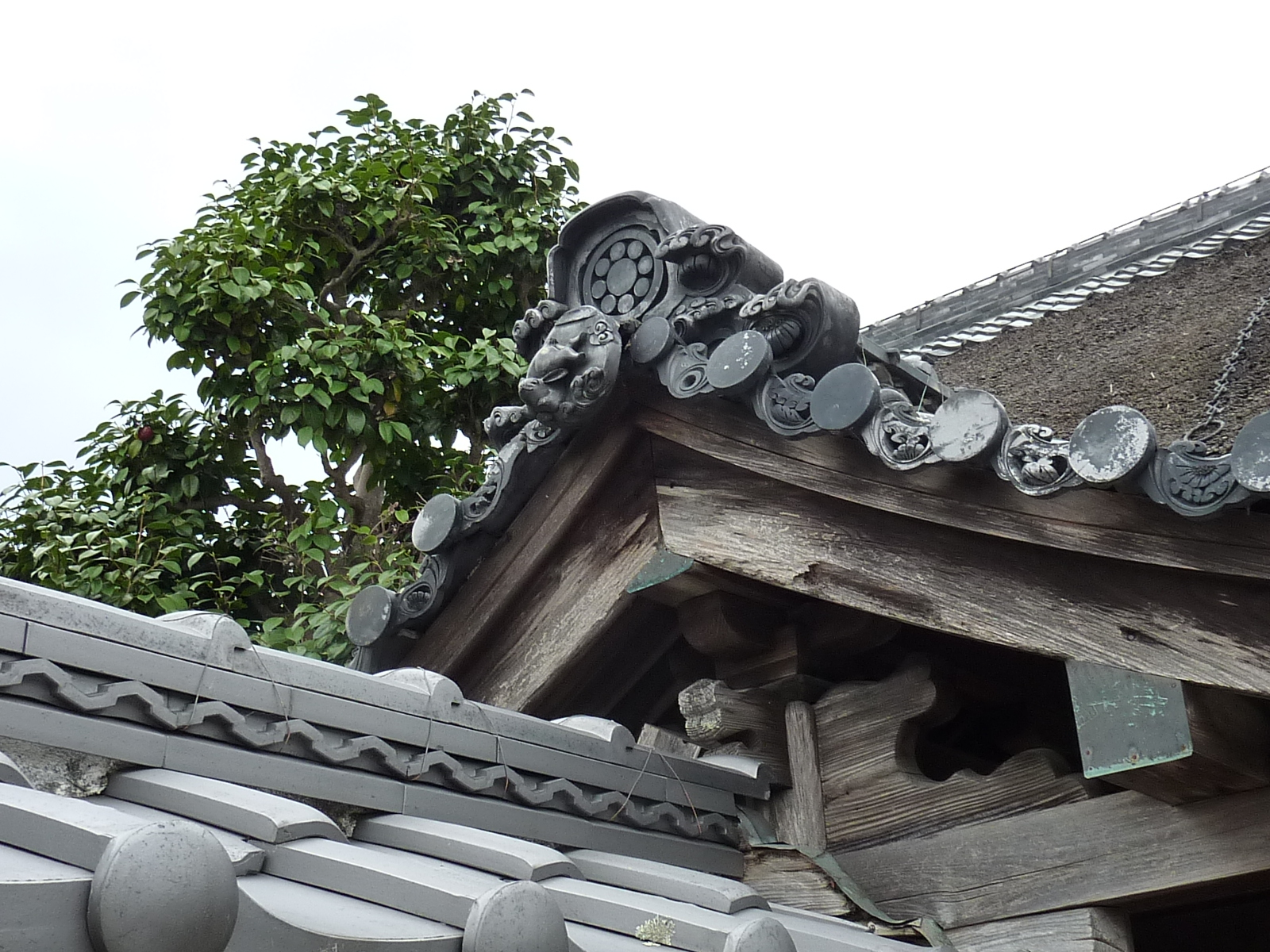
甲賀流忍術屋敷の丸に九曜紋瓦

九曜紋が一般的といわれているが、望月城跡などには七曜紋が残され使われている。また甲賀流忍術屋敷には、丸に九曜が残されている。
本姓である滋野氏の家紋は「月天七九曜」であったとされ、望月氏、海野氏、根津氏が分かれる際、望月氏が「月輪七曜」、海野氏が「月輪七九曜」、根津氏が「九曜」が与えられたとされるが、海野氏真田氏が「六連銭」に、根津氏が「丸に月」改めたと同様に、望月氏も望月という名称自体が満月を意味することから、中央の星（満月）を八星が囲む「九曜紋」や、六星が囲む「七曜紋」になったとされる。
佐久市の望月城跡には戦国時代以降の物と思われる「七曜紋」の入った石造龕が残っている。ただそれより遥かに昔い平安時代に、信濃国から近江国に移り住んだとされる甲賀望月氏の家紋が、現存する甲賀流忍術屋敷から「丸に九曜紋」であることを知ることができ、一族が難を逃れた先の山梨県や静岡県に「九曜紋」や「丸に九曜」を家紋とする望月姓の者が多くいることから、織田軍もしくは徳川軍に敗れる以前は「九曜紋」や「丸に九曜」。以降は望月の地にとどまった一族が「七曜紋」を利用したのではないかと考えられる。